# Johann Eimansberger
Johann „Hans Huppa“ Eimansberger (geb. 13. September 1946 in Bad Tölz) ist ein ehemaliger deutscher Eishockeyspieler.

## Spielerkarriere
Johann Eimansberger begann im Nachwuchs des SC Reichersbeuern, bevor er zum EC Bad Tölz wechselte. Von 1965/66 bis 1978/79 spielte er für den EC Bad Tölz, mit dem er 1966 deutscher Meister wurde. Danach spielte er von 1979/80 bis 1980/81 für den EHC 70 München. Anschließend spielte er bis 1982/83 für den TuS Geretsried. 1992/93 spielte er noch einmal für den SC Reichersbeuern.
International spielte er für die deutsche Eishockeynationalmannschaft bei Olympia 1972 und bei den Eishockey-Weltmeisterschaften 1970 (B-WM), 1972 und 1973. Bei der Weltmeisterschaft 1972 wurde er im ersten Spiel des deutschen Teams als Ersatztorhüter aufgeboten.

## Karrierestatistik
(Legende zur Spielerstatistik: Sp oder GP = absolvierte Spiele; T oder G = erzielte Tore; V oder A = erzielte Assists; Pkt oder Pts = erzielte Scorerpunkte; SM oder PIM = erhaltene Strafminuten; +/− = Plus/Minus-Bilanz; PP = erzielte Überzahltore; SH = erzielte Unterzahltore; GW = erzielte Siegtore; 1 Play-downs/Relegation; Kursiv: Statistik nicht vollständig)